# Ferry Seidl
Ferry Seidl, křtěný Ferdinand Bohumil Antonín (1. října 1881 Žižkov – 24. ledna 1939 Praha) byl český filmový režisér a herec.

## Život
Narodil se na Žižkově u Prahy do rodiny drážního topiče Aloise Seidla, a jeho manželky Eleonory Hauptvoglové, byl jejich šestým potomkem, ale v době jeho narození pět starších sourozenců již nežilo. Filmem byl natolik okouzlen, že odešel od své původní profese strojníka, a v roce 1910 si zahrál v němém filmu režiséra Josefa Křičenského. Hrál drobné postavy v několika desítkách němých i zvukových filmů, několik sám režíroval. Pro historii českého filmu je zajímavá adaptace básně Svatopluka Čecha Lešetínský kovář (1924). V postavě kováře lze spatřit analogii s postavou prezidenta T. G. Masaryka a v jeho kovářských pomocnících prezidentovy blízké spolupracovníky M. R. Štefánika a plukovníka Švece. Režijně se však Seidl ukázal jako naprosto neschopný.
Po první herecké roli ve filmu Jarní sen starého mládence (1910), kde hrál zamilovaného studenta, dostával jen drobné role sluhů, řidičů. Ke konci života působil už jen jako statista.
Byl třikrát ženatý, první manželka Antonie Svobodová (1884), kterou si vzal v roce 1906 ve Vršovicích, zemřela v roce 1911, ve věku 27 let. Druhé manželství s Marii Černou 1889, uzavřené v roce 1912, u sv. Víta v Praze, skončilo v roce 1923, rozvodem. Bohužel i třetí manželství, uzavřené v roce 1926 s filmovou herečkou Norou Ferry (Eleonora Albrechtová) 1895 – 1942, která hrála v jeho režírovaných filmech, skončilo v roce 1930, rozvodem. Dlouhá léta žil ve známé Vodičkově ulici v Praze.
Zemřel roku 1939. Pohřben byl na Olšanských hřbitovech.

## Filmografie

### Role

#### Němé filmy
- Jarní sen starého mládence, 1910 – zamilovaný student Oskar
- Čaroděj, 1918 – role neuvedena
- V měsíci lásky, 1918 – role neuvedena
- Magdalena, 1920 – podomek
- Odplata, 1920 – kovář
- Za svobodu národa, 1920 – Jan Žižka
- Cikán Jůra, 1922 – cikán
- Drvoštěp, 1922 – penězokaz
- O velkou cenu, 1922 – montér Donát
- Chyťte ho!, 1924 – železničář
- Lešetínský kovář, 1924 – správcův společník
- Z českých mlýnů – krajánek Šebestián Šafránek
- Osm srdcí v plamenech, 1926 – komorník Erazim
- Bahno Prahy, 1927 – tajný policista
- Batalion, 1927 – profous z Fišpanky
- Krásná vyzvědačka, 1927 – major Bergh
- Milenky starého kriminálníka, 1927 -vrátný v hotelu
- Pražské děti, 1927 – otec Aničky Klánové
- Mlynář a jeho dítě, 1928 – hostinský Blažej
- Boží mlýny, 1929 – sedlák Foukalík
- Chudá holka, 1929 – soudní dozorce
- Kamarádské manželství, 1929 – sluha
- Z českých mlýnů, 1929 – krajánek Bystrozraký
- Černé oči, proč pláčete...?, 1930 – důstojník
- Opeřené stíny, 1930 – pacient v sanatoriu

#### Zvukové filmy
- Karel Havlíček Borovský, 1931 – soudní sluha
- Loupežník, 1931 – kočí
- Miláček pluku, 1931 – záložák
- Poslední bohém, 1931 – host v hospodě
- Funebrák, 1932 – pokladník inspektorátu drah
- Sňatková kancelář, 1932 – člen Klubu starých mládenců
- Exekutor v kabaretu, 1933 – herec
- Svítání, 1933 – automobilista
- Hej-Rup!, 1934 – zaměstnanec rozhlasu
- Matka Kráčmerka, 1934 – správce paláce
- Z bláta do louže, 1934 – šofér
- Milan Rastislav Štefánik, 1935 – člen rakouského generálního štábu
- Pozdní láska, 1935 – host ve vinárně
- První políbení, 1935 – divák v soudní síni
- Láska a lidé, 1937 – mechanik
- Lidé na kře, 1937 – funkcionář S. K. Hvězda
- Srdce na kolejích, 1937 – četník
- Vyděrač, 1937 – návštěvník opery
- Bílá vrána, 1938 – člen kolaudační komise
- Slávko, nedej se!, 1938 – divák na volejbalu
- Slečna matinka, 1938 – divák na závodech
- Stříbrná oblaka, 1938 – host u továrníka Marata

### Režie
- V měsíci lásky, 1918
- Lešetínský kovář, 1924
- Z českých mlýnů, 1925
- Osm srdcí v plamenech, 1926
- Z českých mlýnů, 1929

### Výroba
- Lešetínský kovář, 1924